# 규산염

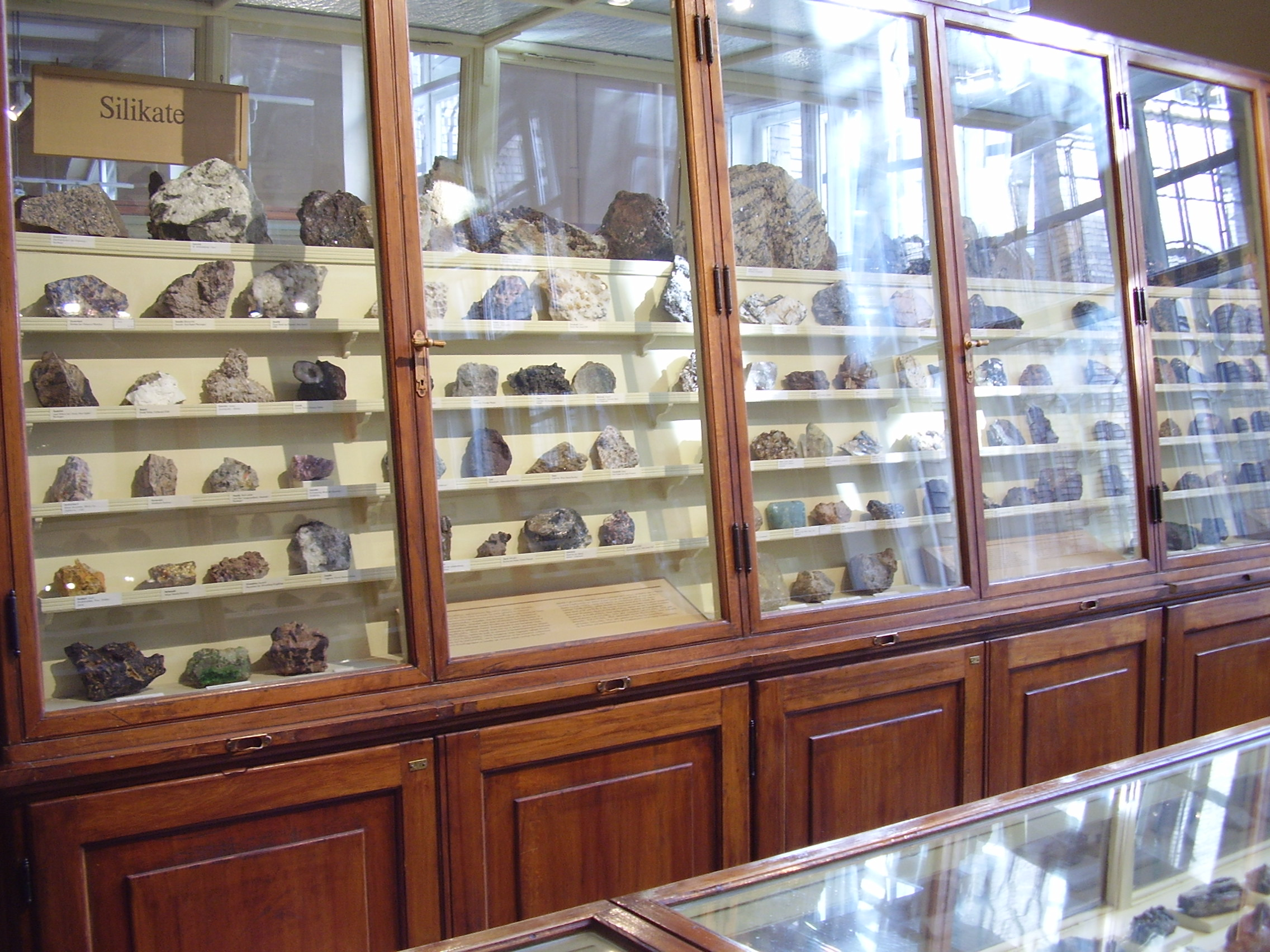
베를린 자연사 박물관에 전시되어 있는 각종 규산염들.

규산염(硅酸鹽, 영어: silicate)은 조암 광물 중 가장 많은 양을 차지하는 광물로 규소와 산소 및 약간의 금속 원소로 이루어져 있다. 일반적으로 녹는점이 높으며, 녹은 것이 냉각할 때 유리로 되기 쉽다. 정장석, 흑운모, 석영 등을 포함하며 유리, 도자기, 내화물의 원료로 쓰인다. 해수에서는 영양염류로 인산염이나 질산염에 비해 많은 양으로 분포한다.

## 같이 보기
- 탄소 순환
- 해양 산성화

## 참고 자료
- 이 문서에는 다음커뮤니케이션(현 카카오)에서 GFDL 또는 CC-SA 라이선스로 배포한 글로벌 세계대백과사전의 내용을 기초로 작성된 글이 포함되어 있습니다.